# Bad Fallingbostel
Bad Fallingbostel (bis 2002 Fallingbostel, niederdeutsch Bad Fambossel) ist die Kreisstadt des Heidekreises in Niedersachsen. Die Stadt war seit 1975 staatlich anerkannter Luftkurort und seit 1976 staatlich anerkanntes Kneippheilbad und führt die Bezeichnung Bad seit dem 5. August 2002. Ende Juli 2015 wurde die Anerkennung der Prädikate Kneippheilbad und Luftkurort vom Niedersächsischen Ministerium für Wirtschaft, Arbeit und Verkehr mit sofortiger Wirkung widerrufen, nachdem der Stadtrat entschieden hatte, in diesem Bereich kein Geld mehr zu investieren. Der einstige Kurort darf den Zusatz Bad im Namen weiter tragen, was im Niedersächsischen Kommunalverfassungsgesetz festgeschrieben ist.

## Geografie

### Geographische Lage
Bad Fallingbostel liegt in der südwestlichen Lüneburger Heide (Heidmark) an der Böhme zwischen Soltau und Walsrode.

### Stadtgliederung

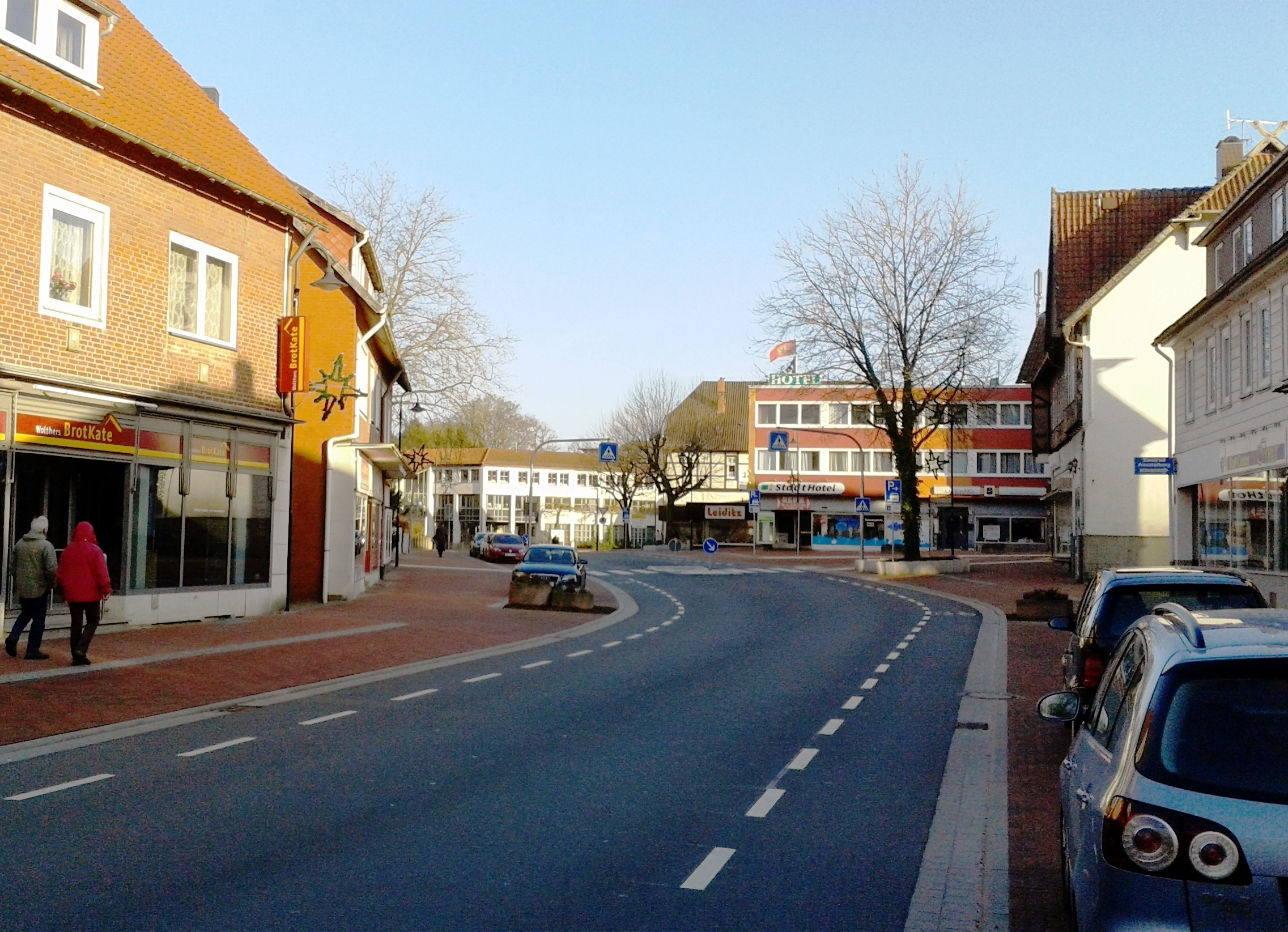
Bad Fallingbostel, Stadtmitte (Walsroder Straße)

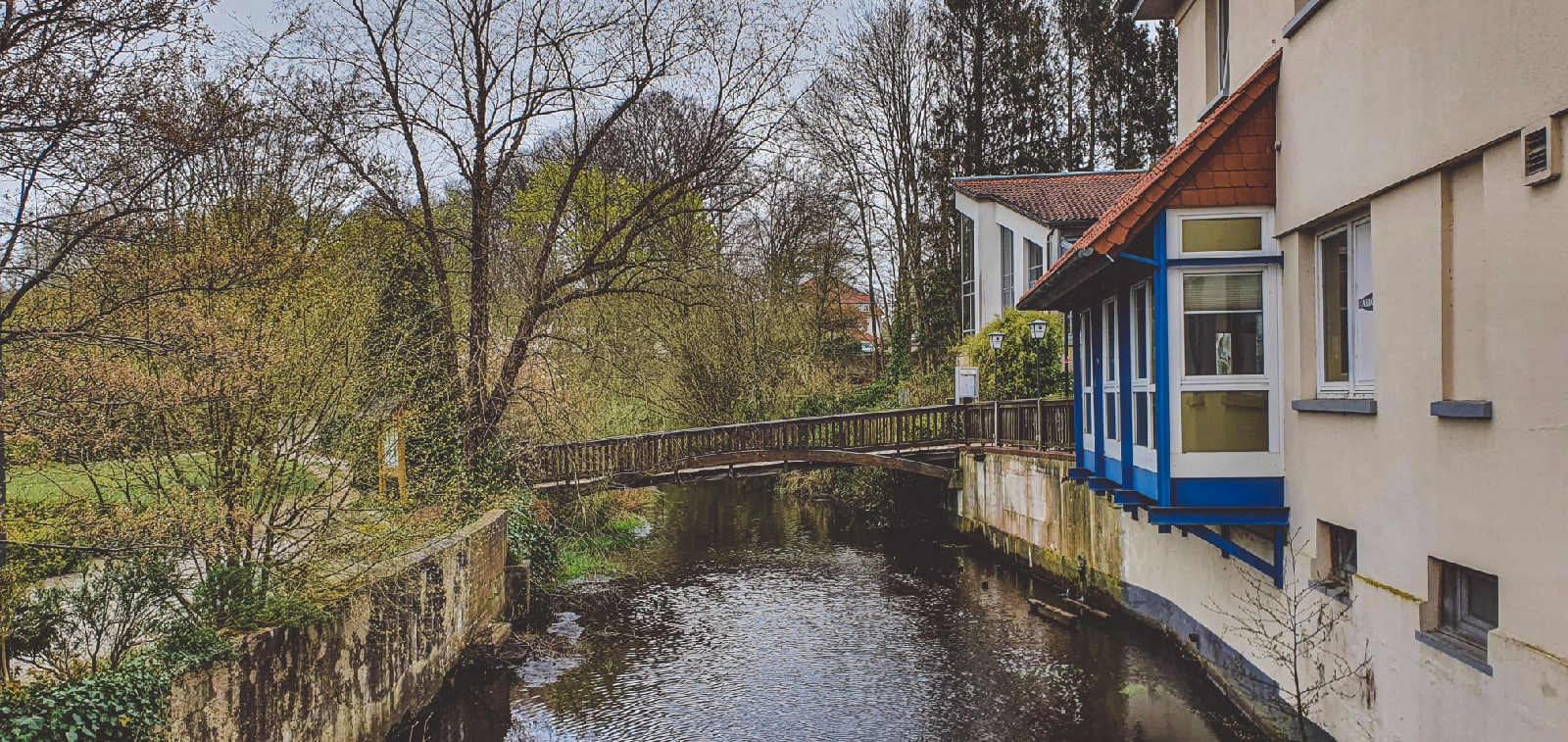
Die Böhme im Ortszentrum

Die Stadt Bad Fallingbostel besteht neben der Kernstadt aus folgenden Ortsteilen: Dorfmark, Riepe, Vierde, Jettebruch und Mengebostel.
Die Kernstadt gliedert sich in folgende Stadtteile:
- Im Westen: Idingen, Am Wiethop, Am Rooksberg
- Im Norden: Adolphsheide, Große Heide, Lehmhorst, Klint
- Im Osten: Ober- und Unter-Grünhagen
- Im Süden: Am Weinberg, Gewerbegebiete An der Autobahn, Pröhlsfeld, Oerbker Berg und Ost

### Nachbarstädte
| Visselhövede 17 km     | Neuenkirchen 20 km                          | Soltau 18 km    |
| Walsrode 7 km          | Kompassrose, die auf Nachbargemeinden zeigt | Osterheide 8 km |
| Nienburg (Weser) 48 km | Hannover 64 km                              | Celle 47 km     |

### Garnison
In Ortsnähe befinden sich Europas größter Truppenübungsplatz (NATO-Truppenübungsplatz Bergen) sowie Kasernen der British Army (7th Armoured Brigade), u. a. mit dem Royal Regiment of Scotland. Im Oktober 2015 haben die letzten Soldaten der Britischen Streitkräfte in Deutschland ihre Kaserne Camp Fallingbostel verlassen. Die Gebäude wurden als Flüchtlingsaufnahmelager genutzt.

### Naturraum und landschaftliche Eigenart

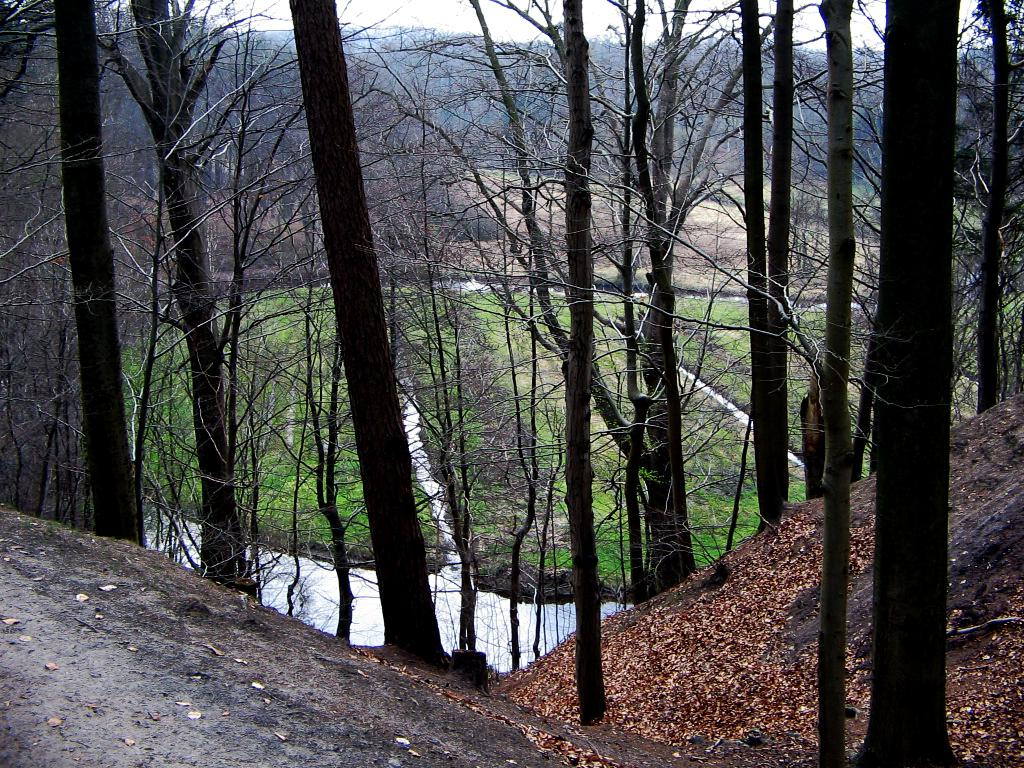
Steilhänge der Lieth im Böhmetal oberhalb des Stadtzentrums

Durch das Gebiet fließt die Böhme, der westlichste der größeren Flüsse der Südheide und natürliche Längsachse des Heidekreises. Zwischen dem Stadtteil Dorfmark und dem Walsroder Stadtteil Benzen bildet sie das Böhmeknie, dessen Charakter einschließlich der Nebentäler durch schmalere Talsohlen und teilweise steile Hänge gekennzeichnet ist. Dies gilt besonders für das bis ans Stadtzentrum reichende bis 40 Meter hohe Steilufer der Lieth, aber auch für die Täler des südlich von Dorfmark einmündenden Steinbachs und des Örbker Baches, der im Bereich der Lieth von Süden einmündet. Oberhalb von Dorfmark ist das Böhmetal ein weites Talbecken. Im Nordwesten reicht das Stadtgebiet bis an die Bomlitz heran, den hier bei Grubenthal nur um 10 Meter eingesenkten größten Nebenbach der Böhme. Die von den waldreichen Wiesentälern gegliederten schwachwelligen Plateaus geben dem Naturraum der Walsroder Lehmgeest, auch Fallingbosteler Lehmplatten genannt, das typische Gepräge. Die lehmigeren Teile der Hochflächen sind ackerbaulich genutzt (besonders der Höhenrücken nordwestlich der Böhme), die sandigeren meist bewaldet. Feuchte Senken sind von anmoorigem Grünland oder kleinen Mooren eingenommen, vor allem im Nordwesten am Ostrand der Wisselshorst und im Nordosten bei Mengebostel.
Die natürlichen Geländehöhen variieren zwischen 34 m an der Elferdinger Böhmebrücke im Südwesten des Stadtgebiets und 85 m auf dem Westendorfer Berg westlich der Ortslage von Dorfmark. Er liegt auf dem gleichen Höhenrücken, der weiter südlich in der Lieth vom Böhmetal durchschnitten wird.

### Geologie
Das Stadtgebiet von Bad Fallingbostel liegt in einer Geestlandschaft, die vor allem in der vorletzten Kaltzeit des gegenwärtigen Eiszeitalters geformt wurde. Der Untergrund besteht im Wesentlichen aus Lockermaterialien, die vom Inlandeis der Saale-Kaltzeit und seinem Schmelzwasser ab- und umgelagert wurden. Das Stadtgebiet wird zumeist von der mehrere Meter mächtigen Grundmoräne des Stadials Drenthe I unterlagert. Darüber folgen die Nachschüttsande der zurückweichenden Eisfront und dann die Vorschüttsande der sich nähernden Eisfront des Drenthe-II-Stadials, dessen dünne, an grobem Geschiebe und Findlingen reiche Grundmoräne die heutigen anlehmigen Ackerflächen der Hochflächen ausmacht. Im Böhmetal sind diese obere Grundmoräne und die unterlagernden, rund 20 Meter mächtigen Sande teilweise bis zur Drenthe-I-Grundmöräne abgetragen. Die Talverläufe waren teilweise vorgezeichnet durch die sich kreuzenden geradlinigen, flachen Furchen, die das überfahrende Inlandeis hinterlassen hat. Südöstlich des Stadtgebietes, im heutigen Truppenübungsplatz Bergen, hat es die markanten Kuppen der Falkenberg-Endmoräne aufgeschüttet.

### Klima
Bad Fallingbostel liegt in der gemäßigten Klimazone (Cfb der Klassifikation von Köppen); der maritime Einfluss geht hier bereits etwas zu Gunsten kontinentaler Klimamerkmale (größere Temperaturschwankungen) zurück.
Die Temperaturen liegen im Jahresmittel bei 9 °C, mit Höchstwerten um 22 °C in den Monaten Juli und August und mittleren Niedrigstwerten um −2 °C im Januar und im Februar. Die durchschnittlich meisten Niederschlagstage gibt es mit rund zwölf im Dezember und die wenigsten im Februar, September und Oktober mit jeweils rund neun Tagen. Die durchschnittliche Zahl der Sonnenstunden pro Tag schwankt zwischen einer Stunde (Dezember/Januar) und sieben Stunden (Mai/Juni). Die mittlere Niederschlagsmenge liegt bei 755 mm/Jahr.
Die nächstgelegene Wetterstation befindet sich rund 20 Kilometer nordöstlich in Soltau.
|                       | Jan | Feb | Mär | Apr | Mai | Jun | Jul | Aug | Sep | Okt | Nov | Dez |   |     |
| Mittl. Tagesmax. (°C) | 3   | 4   | 8   | 13  | 18  | 21  | 22  | 22  | 19  | 14  | 8   | 4   | ⌀ | 13  |
| Mittl. Tagesmin. (°C) | −2  | −2  | 0   | 3   | 7   | 10  | 12  | 12  | 9   | 6   | 2   | −1  | ⌀ | 4,7 |
|                       |     |     |     |     |     |     |     |     |     |     |     |     |   |     |
| Niederschlag (mm)     | 71  | 47  | 62  | 49  | 55  | 77  | 64  | 63  | 60  | 59  | 68  | 80  | Σ | 755 |
|                       |     |     |     |     |     |     |     |     |     |     |     |     |   |     |
| Sonnenstunden (h/d)   | 1   | 2   | 3   | 5   | 7   | 7   | 6   | 6   | 5   | 3   | 2   | 1   | ⌀ | 4   |
|                       |     |     |     |     |     |     |     |     |     |     |     |     |   |     |
| Regentage (d)         | 11  | 9   | 10  | 10  | 10  | 11  | 10  | 10  | 9   | 9   | 11  | 12  | Σ | 122 |

| −2 |

| −2 |

| 0 |

| 3 |

| 7 |

| 10 |

| 12 |

| 12 |

| 9 |

| 6 |

| 2 |

| −1 |

| −2 |

| −2 |

| 0 |

| 3 |

| 7 |

| 10 |

| 12 |

| 12 |

| 9 |

| 6 |

| 2 |

| −1 |

## Ortsname
Fallingbostel fand erstmals im Jahre 993 seine Erwähnung als Vastulingeburstalle. Weitere frühere Ortsnamen von Fallingbostel waren in den Jahren 1160 Vasteldingaburstolde, 1263 Valingheborstele, 1293 Valingeborstele sowie Valingheborstelde, 1295 Vellingesborstele, 1379 Valingborstele, Ende des 14. Jahrhunderts valinghborstelde, 1438 Vallingborstell, 1438 Vallingborstele und 1489 Vallingborstel.
Das Namenselement „-borstel“ gehört zu den verbreitetsten in ganz Nordwestdeutschland. Es handelt sich dabei um eine Zusammensetzung aus dem altsächsischen „bur“ für „Haus, Wohnstätte, Ansiedlung, Gemeinde“ und Altsächsisch „stal“ für „Ort, Stelle“. Der Name Vastulingeburstalle bedeutet daher so viel wie „Wohnplatz des Vastulo“ oder „Wohnplatz der Vastulinger“. Der Vorname „Vastila, Vastulo“ gehört wahrscheinlich zu „fast, fest“, also „fest, stark“.

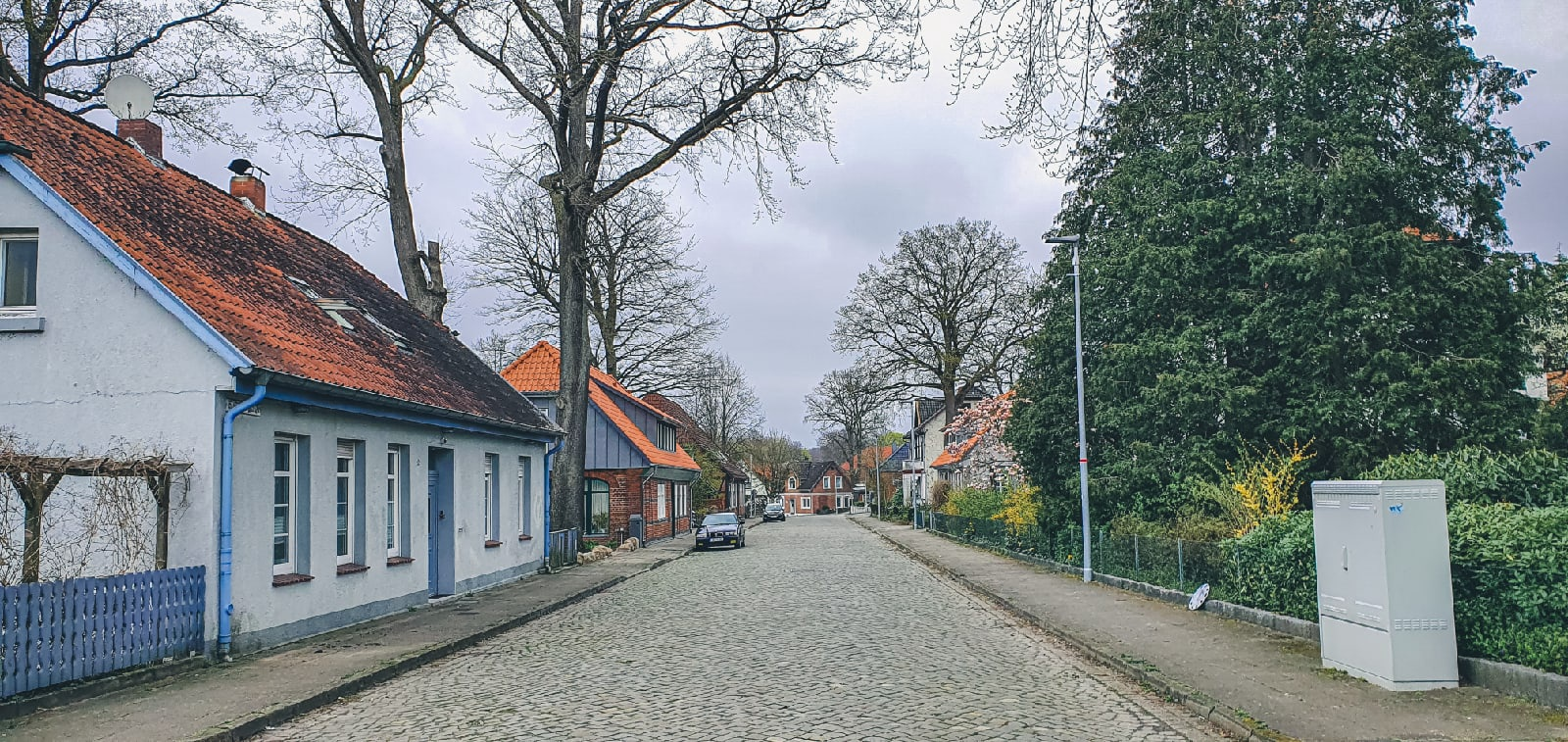
Scharnhorststraße in Bad Fallingbostel

## Geschichte
Bronzezeitliche Spuren finden sich im aufgefundenen Schmuckensemble der Braut von Fallingbostel.

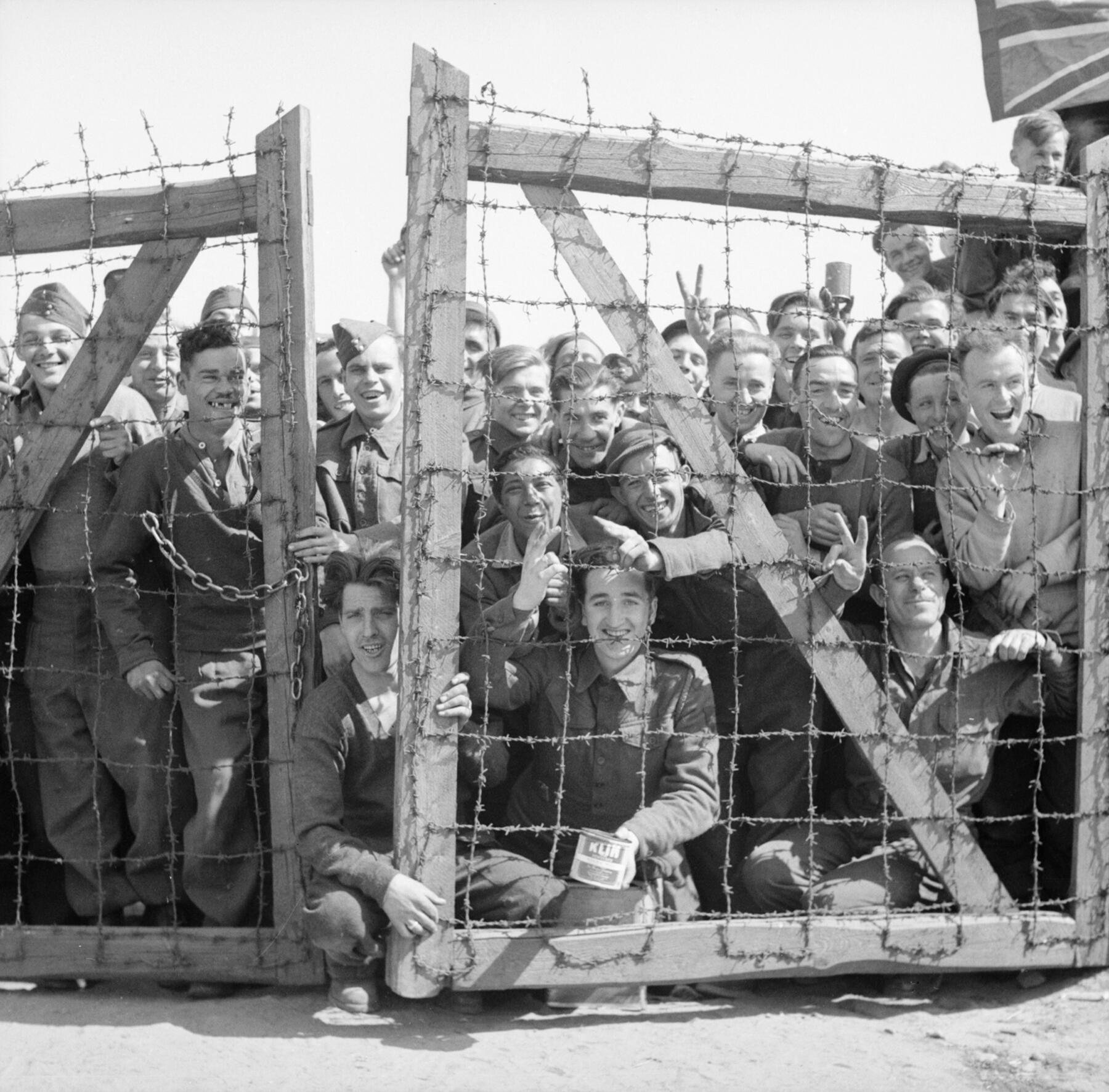
Die Kriegsgefangenen des Stalag XI B in Fallingbostel begrüßen ihre Befreier am 16. April 1945.

Fallingbostel blickt auf eine über 1000-jährige Geschichte zurück. Ursprünglich war Fallingbostel eine rein landwirtschaftliche Ansiedlung, denn die Landwirtschaft war viele Jahrhunderte lang die Lebensgrundlage der Einwohner des altsächsischen Loingaus. Damals legte Otto III. die Grenzen zwischen den Bistümern Hildesheim und Minden fest.
Um 1300 wurde die Vogtei Fallingbostel eingerichtet. Später Amt Fallingbostel genannt, bestand sie bis ins 19. Jahrhundert. 1838 wurde von Heinrich von Quintus-Icilius, dem Assessor der Vogtei, als eine der ersten ländlichen Sparkassen des Königreichs Hannover die Fallingbosteler Sparkasse „Sparcasse für die Amtsvogtei Fallingbostel“ gegründet. Sie war eine der ersten ländlichen Sparkassen im Königreich Hannover. 1866 wurden in der preußischen Provinz Hannover Landkreise gebildet, darunter der Landkreis Fallingbostel. Am 1. April 1949 erhielt Fallingbostel die Stadtrechte.
Am 1. August 1977 wurden die Landkreise Fallingbostel und Soltau zum Landkreis Soltau-Fallingbostel zusammengelegt. Dabei wurde Fallingbostel Kreissitz des neuen Landkreises, der 2011 in Heidekreis umbenannt wurde.
Seit 1975 war Fallingbostel anerkannter Luftkurort, seit 1976 Kneippheilbad. Am 5. August 2002 wurde der Namenszusatz Bad verliehen.
Am 15. Oktober 2012 kam es zu einem Chemieunfall in einem naheliegenden Werk des Nahrungsmittelherstellers Kraft Foods, weshalb Katastrophenalarm ausgerufen und mehrere Menschen aus dem Umkreis des Werks evakuiert wurden.
Für 2011 war eine Fusion Bad Fallingbostels mit der Stadt Walsrode und der Gemeinde Bomlitz zur Stadt Böhmetal geplant. Bei einer Bürgerbefragung am 2. November 2008 wurde dieser Plan in Bad Fallingbostel mit deutlicher Mehrheit von den Bürgern abgelehnt. Knapp 80 Prozent der Wähler haben sich bei einer Wahlbeteiligung von knapp 62 Prozent gegen die Fusion ausgesprochen. In Walsrode und Bomlitz gab es Zustimmung (56,4 % in Bomlitz und 53,8 % in Walsrode) zur Fusion. Der Stadtrat Bad Fallingbostel hat sich daher am 10. November 2008 mehrheitlich gegen die Fusion ausgesprochen.

### Eingemeindungen
Am 1. März 1974 wurden im Rahmen der Gemeindereform die Gemeinden Dorfmark, Jettebruch, Mengebostel, Riepe und Vierde eingemeindet.

## Religion

### Evangelische Kirche

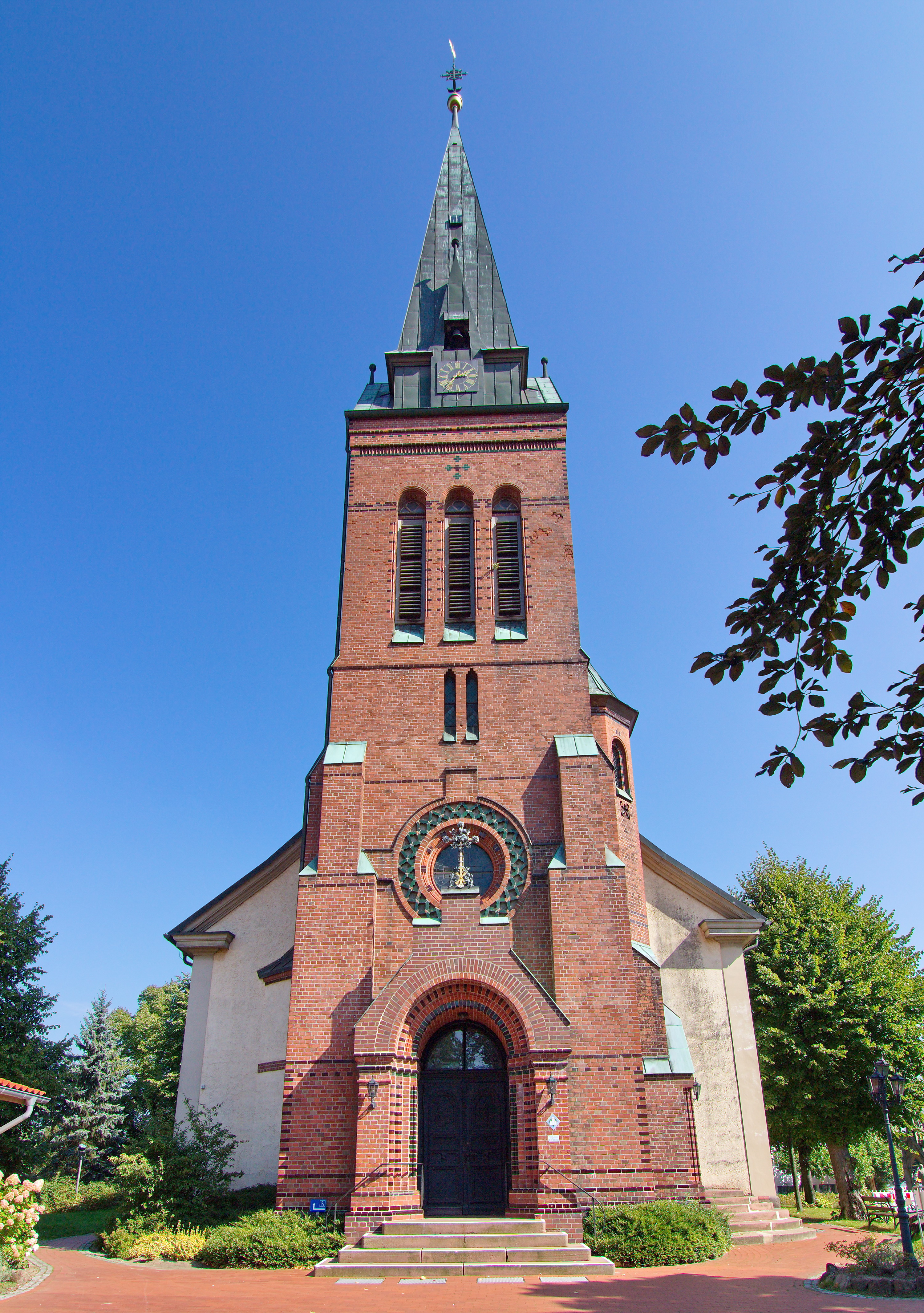
St.-Dionysius-Kirche

Die Mehrzahl der konfessionell gebundenen christlichen Einwohner gehört zur evangelisch-lutherischen Kirche. Im Stadtgebiet gibt es zwei Kirchengemeinden:
- Kirchengemeinde Fallingbostel mit der St.-Dionysius-Kirche und 4912 Gemeindegliedern und Friedenskirche in Bommelsen (früher Gemeinde Bomlitz, seit 2020 Stadt Walsrode) mit 625 Gemeindegliedern
- Kirchengemeinde Dorfmark mit der St.-Martins-Kirche und 2848 Gemeindegliedern

Sie werden von drei Geistlichen betreut. Beide Kirchengemeinden gehören zum Kirchenkreis Walsrode im Sprengel Lüneburg der Evangelisch-lutherischen Landeskirche Hannovers.

### Katholische Kirche

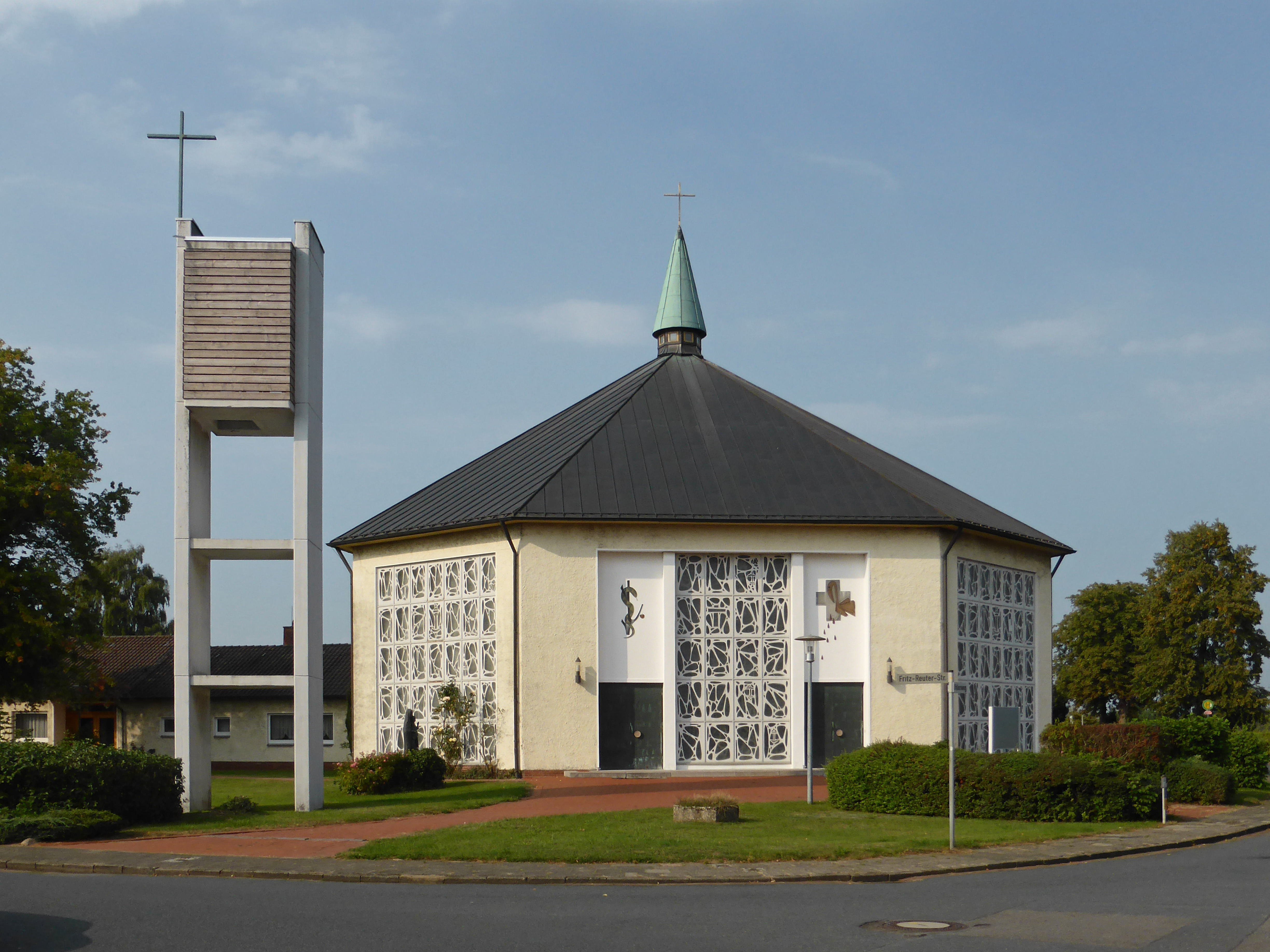
Katholische Kirche

Die katholischen Christen Bad Fallingbostels gehören zur römisch-katholischen Pfarrgemeinde Sankt Maria vom heiligen Rosenkranz, die im August 2004 neu gegründet wurde. Die bis dahin selbstständige katholische Kirchengemeinde St. Maria in Bad Fallingbostel wurde dabei mit den katholischen Nachbargemeinden Sankt Maria in Walsrode und Heilig-Geist in Benefeld (früher Gemeinde Bomlitz, seit 2020 Stadt Walsrode) sowie Herz-Jesu in Visselhövede zur Katholischen Kirchengemeinde Sankt Maria zusammengelegt. Pfarramtssitz ist Walsrode.
Die Kirche in Bad Fallingbostel entstand 1960 nach Plänen des Architekten Josef Fehlig, die Kirchengemeinde liegt im Bereich des Dekanats Verden im Bistum Hildesheim.

### Weitere Konfessionen
In Fallingbostel gibt es zudem Gemeinden der Siebenten-Tags-Adventisten und der Neuapostolischen Kirche.

## Politik

### Stadtrat
- CDU: 9
- SPD: 12
- Grüne: 3
- FDP: 2
- BLBF: 4

Der Rat der Stadt Bad Fallingbostel besteht aus 30 Ratsherren und -frauen. Dies ist die gemäß § 46 Niedersächsisches Kommunalverfassungsgesetz festgelegte Anzahl für eine Stadt mit einer Einwohnerzahl zwischen 12.001 und 15.000. Die 30 Ratsmitglieder werden durch eine Kommunalwahl für jeweils fünf Jahre gewählt. Stimmberechtigt im Rat ist außerdem der hauptamtliche Bürgermeister.
Die Kommunalwahlen am 12. September 2021, am 11. September 2016, am 11. September 2011, am 10. September 2006 und am 9. September 2001 führten zu folgenden Ergebnissen:
| Parteien und Wählergemeinschaften | Parteien und Wählergemeinschaften           | % 2021  | Sitze 2021 | % 2016  | Sitze 2016 | % 2011  | Sitze 2011 | % 2006  | Sitze 2006 | % 2001 | Sitze 2001 | Stadtratswahl 2021 %50403020100 40,2030,4012,2810,456,68n. k. SPDCDUBLBFGrüneFDPAfDGewinne und Verlusteim Vergleich zu 2016 %p 6 4 2 0 −2 −4 −6 −8−10+5,39+0,40+0,69+3,82+1,63−9,62SPDCDUBLBFGrüneFDPAfD Berücksichtigt sind nur Listen, die Sitze im Rat haben. |
| SPD                               | Sozialdemokratische Partei Deutschlands     | 40,20   | 12         | 34,81   | 10         | 34,24   | 9          | 41,92   | 12         | 41,70  | 13         | Stadtratswahl 2021 %50403020100 40,2030,4012,2810,456,68n. k. SPDCDUBLBFGrüneFDPAfDGewinne und Verlusteim Vergleich zu 2016 %p 6 4 2 0 −2 −4 −6 −8−10+5,39+0,40+0,69+3,82+1,63−9,62SPDCDUBLBFGrüneFDPAfD Berücksichtigt sind nur Listen, die Sitze im Rat haben. |
| CDU                               | Christlich Demokratische Union Deutschlands | 30,40   | 9          | 30,0    | 8          | 34,77   | 9          | 45,78   | 14         | 44,30  | 14         | Stadtratswahl 2021 %50403020100 40,2030,4012,2810,456,68n. k. SPDCDUBLBFGrüneFDPAfDGewinne und Verlusteim Vergleich zu 2016 %p 6 4 2 0 −2 −4 −6 −8−10+5,39+0,40+0,69+3,82+1,63−9,62SPDCDUBLBFGrüneFDPAfD Berücksichtigt sind nur Listen, die Sitze im Rat haben. |
| BLBF                              | Bürgerliste für Bad Fallingbostel           | 12,28   | 4          | 11,59   | 3          | 16,68   | 4          | –       | –          | –      | –          | Stadtratswahl 2021 %50403020100 40,2030,4012,2810,456,68n. k. SPDCDUBLBFGrüneFDPAfDGewinne und Verlusteim Vergleich zu 2016 %p 6 4 2 0 −2 −4 −6 −8−10+5,39+0,40+0,69+3,82+1,63−9,62SPDCDUBLBFGrüneFDPAfD Berücksichtigt sind nur Listen, die Sitze im Rat haben. |
| GRÜNE                             | Bündnis 90/Die Grünen                       | 10,45   | 3          | 6,63    | 2          | 10,27   | 3          | 4,48    | 1          | 3,67   | 1          | Stadtratswahl 2021 %50403020100 40,2030,4012,2810,456,68n. k. SPDCDUBLBFGrüneFDPAfDGewinne und Verlusteim Vergleich zu 2016 %p 6 4 2 0 −2 −4 −6 −8−10+5,39+0,40+0,69+3,82+1,63−9,62SPDCDUBLBFGrüneFDPAfD Berücksichtigt sind nur Listen, die Sitze im Rat haben. |
| FDP                               | Freie Demokratische Partei                  | 6,68    | 2          | 5,05    | 2          | 1,25    | 0          | 5,56    | 2          | 6,73   | 2          | Stadtratswahl 2021 %50403020100 40,2030,4012,2810,456,68n. k. SPDCDUBLBFGrüneFDPAfDGewinne und Verlusteim Vergleich zu 2016 %p 6 4 2 0 −2 −4 −6 −8−10+5,39+0,40+0,69+3,82+1,63−9,62SPDCDUBLBFGrüneFDPAfD Berücksichtigt sind nur Listen, die Sitze im Rat haben. |
| AfD                               | Alternative für Deutschland                 | –       | –          | 9,62    | 3          | –       | –          | –       | –          | –      | –          | Stadtratswahl 2021 %50403020100 40,2030,4012,2810,456,68n. k. SPDCDUBLBFGrüneFDPAfDGewinne und Verlusteim Vergleich zu 2016 %p 6 4 2 0 −2 −4 −6 −8−10+5,39+0,40+0,69+3,82+1,63−9,62SPDCDUBLBFGrüneFDPAfD Berücksichtigt sind nur Listen, die Sitze im Rat haben. |
| LINKE                             | Die Linke                                   | –       | –          | 1,43    | 0          | –       | –          | –       | –          | –      | –          | Stadtratswahl 2021 %50403020100 40,2030,4012,2810,456,68n. k. SPDCDUBLBFGrüneFDPAfDGewinne und Verlusteim Vergleich zu 2016 %p 6 4 2 0 −2 −4 −6 −8−10+5,39+0,40+0,69+3,82+1,63−9,62SPDCDUBLBFGrüneFDPAfD Berücksichtigt sind nur Listen, die Sitze im Rat haben. |
| ALFA                              | Allianz für Fortschritt und Aufbruch        | –       | –          | 0,87    | 0          | –       | –          | –       | –          | –      | –          | Stadtratswahl 2021 %50403020100 40,2030,4012,2810,456,68n. k. SPDCDUBLBFGrüneFDPAfDGewinne und Verlusteim Vergleich zu 2016 %p 6 4 2 0 −2 −4 −6 −8−10+5,39+0,40+0,69+3,82+1,63−9,62SPDCDUBLBFGrüneFDPAfD Berücksichtigt sind nur Listen, die Sitze im Rat haben. |
| WLBF                              | Wählergruppe Liberale für Bad Fallingbostel | –       | –          | –       | –          | 2,80    | 1          | –       | –          | –      | –          | Stadtratswahl 2021 %50403020100 40,2030,4012,2810,456,68n. k. SPDCDUBLBFGrüneFDPAfDGewinne und Verlusteim Vergleich zu 2016 %p 6 4 2 0 −2 −4 −6 −8−10+5,39+0,40+0,69+3,82+1,63−9,62SPDCDUBLBFGrüneFDPAfD Berücksichtigt sind nur Listen, die Sitze im Rat haben. |
| Lux                               | Einzelbewerber Hubert Lux                   | –       | –          | –       | –          | –       | –          | 2,26    | 1          | –      | –          | Stadtratswahl 2021 %50403020100 40,2030,4012,2810,456,68n. k. SPDCDUBLBFGrüneFDPAfDGewinne und Verlusteim Vergleich zu 2016 %p 6 4 2 0 −2 −4 −6 −8−10+5,39+0,40+0,69+3,82+1,63−9,62SPDCDUBLBFGrüneFDPAfD Berücksichtigt sind nur Listen, die Sitze im Rat haben. |
| Sonst.                            | Sonstige                                    | –       | –          | –       | –          | –       | –          | –       | –          | 3,60   | 0          | Stadtratswahl 2021 %50403020100 40,2030,4012,2810,456,68n. k. SPDCDUBLBFGrüneFDPAfDGewinne und Verlusteim Vergleich zu 2016 %p 6 4 2 0 −2 −4 −6 −8−10+5,39+0,40+0,69+3,82+1,63−9,62SPDCDUBLBFGrüneFDPAfD Berücksichtigt sind nur Listen, die Sitze im Rat haben. |
| Gesamt                            | Gesamt                                      | 100     | 30         | 100     | 28         | 100     | 26         | 100     | 30         | 100    | 30         | Stadtratswahl 2021 %50403020100 40,2030,4012,2810,456,68n. k. SPDCDUBLBFGrüneFDPAfDGewinne und Verlusteim Vergleich zu 2016 %p 6 4 2 0 −2 −4 −6 −8−10+5,39+0,40+0,69+3,82+1,63−9,62SPDCDUBLBFGrüneFDPAfD Berücksichtigt sind nur Listen, die Sitze im Rat haben. |
| Wahlbeteiligung                   | Wahlbeteiligung                             | 50,74 % | 50,74 %    | 53,02 % | 53,02 %    | 49,25 % | 49,25 %    | 56,65 % | 56,65 %    |        |            | Stadtratswahl 2021 %50403020100 40,2030,4012,2810,456,68n. k. SPDCDUBLBFGrüneFDPAfDGewinne und Verlusteim Vergleich zu 2016 %p 6 4 2 0 −2 −4 −6 −8−10+5,39+0,40+0,69+3,82+1,63−9,62SPDCDUBLBFGrüneFDPAfD Berücksichtigt sind nur Listen, die Sitze im Rat haben. |

### Bürgermeister
Am 12. September 2021 setzte sich Rolf Schneider (SPD) mit elf Stimmen Mehrheit sehr knapp gegen Bernd Lipinski (CDU, aber parteilos aufgestellt) durch, nachdem die amtierende Bürgermeisterin Karin Thorey nicht zur Wiederwahl antrat.
bisherige Amtsinhaber
- 2000–2006: Arnold Richter (SPD)
- 2006–2014: Rainer Schmuck (CDU)
- 2014–2021: Karin Thorey (parteilos)
- seit 2021: Rolf Schneider (SPD)

### Wappen
| Wappen von Bad Fallingbostel | Blasonierung: „Im geteilten Schild oben in Rot zwei gekreuzte, nach außen gewendete silberne (weiße) Pferdeköpfe; unten in Silber (Weiß) ein schwarzer Bienenkorb, darunter eine blaue Wellenlinie.“ |
| Wappen von Bad Fallingbostel | Wappenbegründung: Der Pferdekopf ist traditionell an den Giebeln alter niedersächsischer Bauernhäuser zu finden. Der Bienenkorb erinnert neben der Heide-Imkerei auch an die Gründung der „Sparcasse für die Amtsvogtei Fallingbostel“, die als eine der allerersten ländlichen Kreditinstitute des Königreichs Hannover den Bienenkorb in ihrem Siegel führt. Die Wellen deuten auf den Fluss Böhme hin, der Bad Fallingbostel durchzieht. |

### Banner und Flagge
|  | 00Banner: „Das Banner ist rot-weiß längsgestreift mit dem aufgelegten Wappen oberhalb der Mitte.“ |
|  | 00Hissflagge: „Die Flagge ist rot-weiß quergestreift mit dem aufgelegten Wappen in der Mitte.“    |

### Partnerschaften

#### Städtepartnerschaften
Bad Fallingbostel pflegt seit dem Jahr 2000 eine Partnerschaft mit der polnischen Stadt Miastko (deutsch Rummelsburg, s. o.) (Woiwodschaft Pommern) und bereits seit 1989 mit der französischen Stadt Périers (Region Normandie).

#### Patenschaft
Bad Fallingbostel hat 1963 die Patenschaft für die Stadt Rummelsburg in Pommern übernommen. Alle zwei Jahre finden in Bad Fallingbostel die Heimatkreistreffen des Landkreises Rummelsburg i. Pom. statt.

#### Partnerschaft
Im Jahr 1969 begründete Bad Fallingbostel eine Partnerschaft mit dem heutigen 2 Close Support Battalion REME, das seit 1951 im benachbarten Oerbke stationiert war. 1981 wurde den REME die Stadtfreiheit – „The Freedom of the Town“ – verliehen. Die Verleihung der Stadtfreiheit geht auf eine alte britische Tradition zurück. Sie bringt den vor Ort stationierten Soldaten in der Form Vertrauen entgegen, indem man ihnen gestattet, mit aufgesetzten Bajonetten, d. h. „scharfen Waffen“, durch die Stadt zu marschieren. Ein letztes Mal geschah dies am 15. Mai 2015, da das britische Militär bis zum Ende des Jahres 2015 den Standort Oerbke aufgegeben hat. Nach 64 Jahren sind die REME aus der Heide abgezogen.

## Kultur und Sehenswürdigkeiten

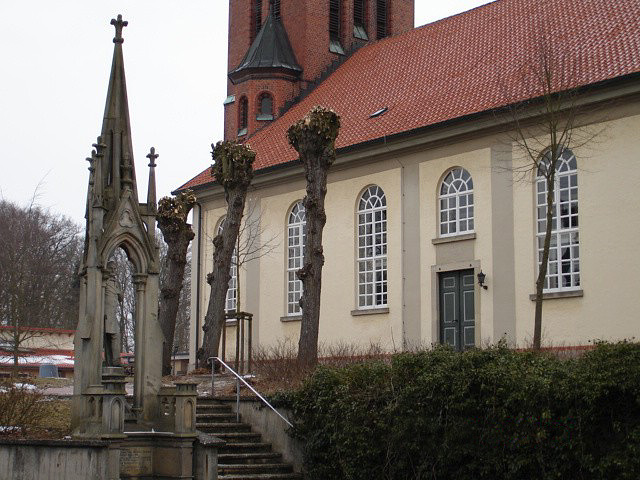
Denkmal für Heinrich von Quintus-Icilius (1864)

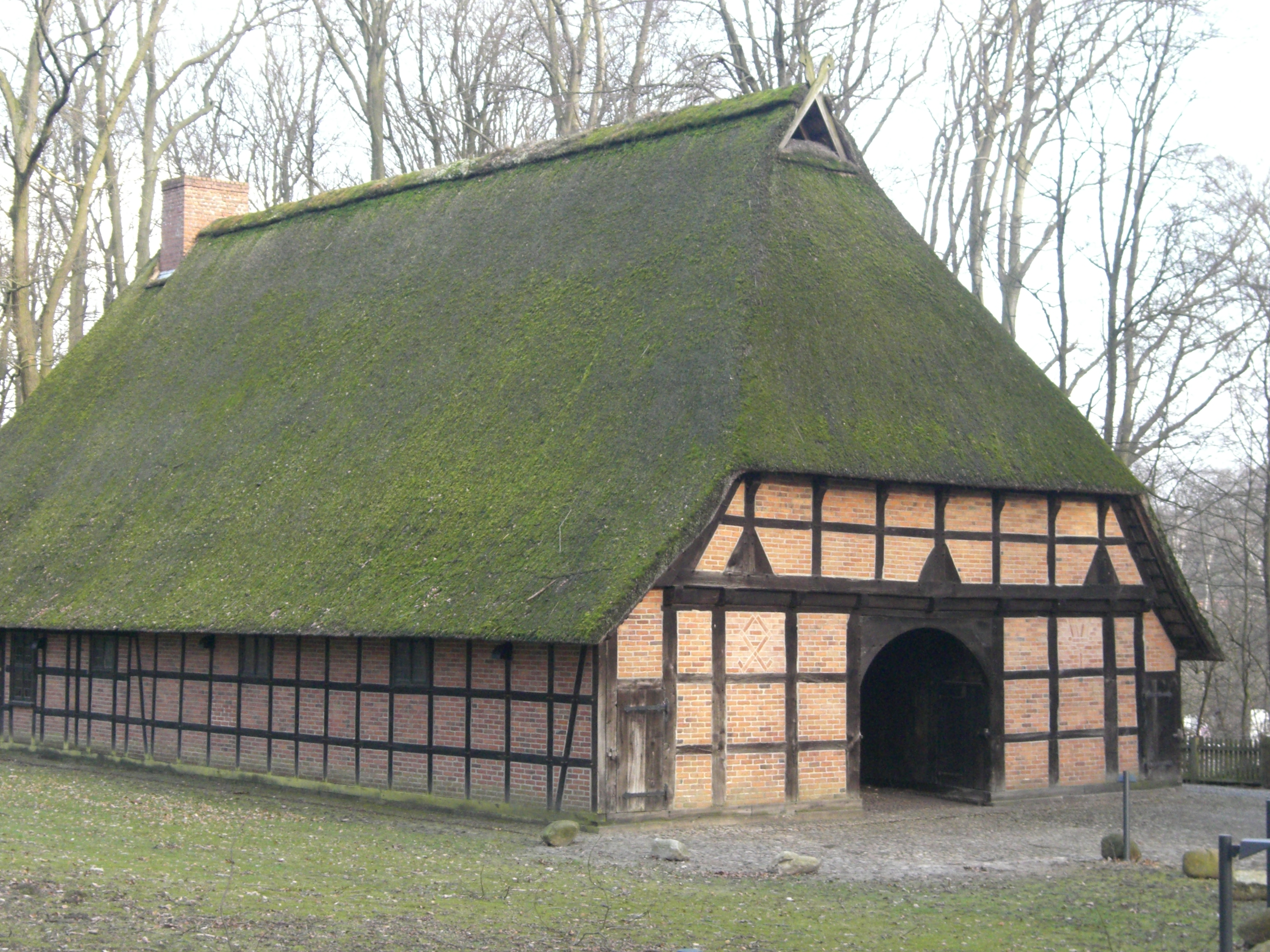
Hof der Heidmark in einem alten Hallenhaus

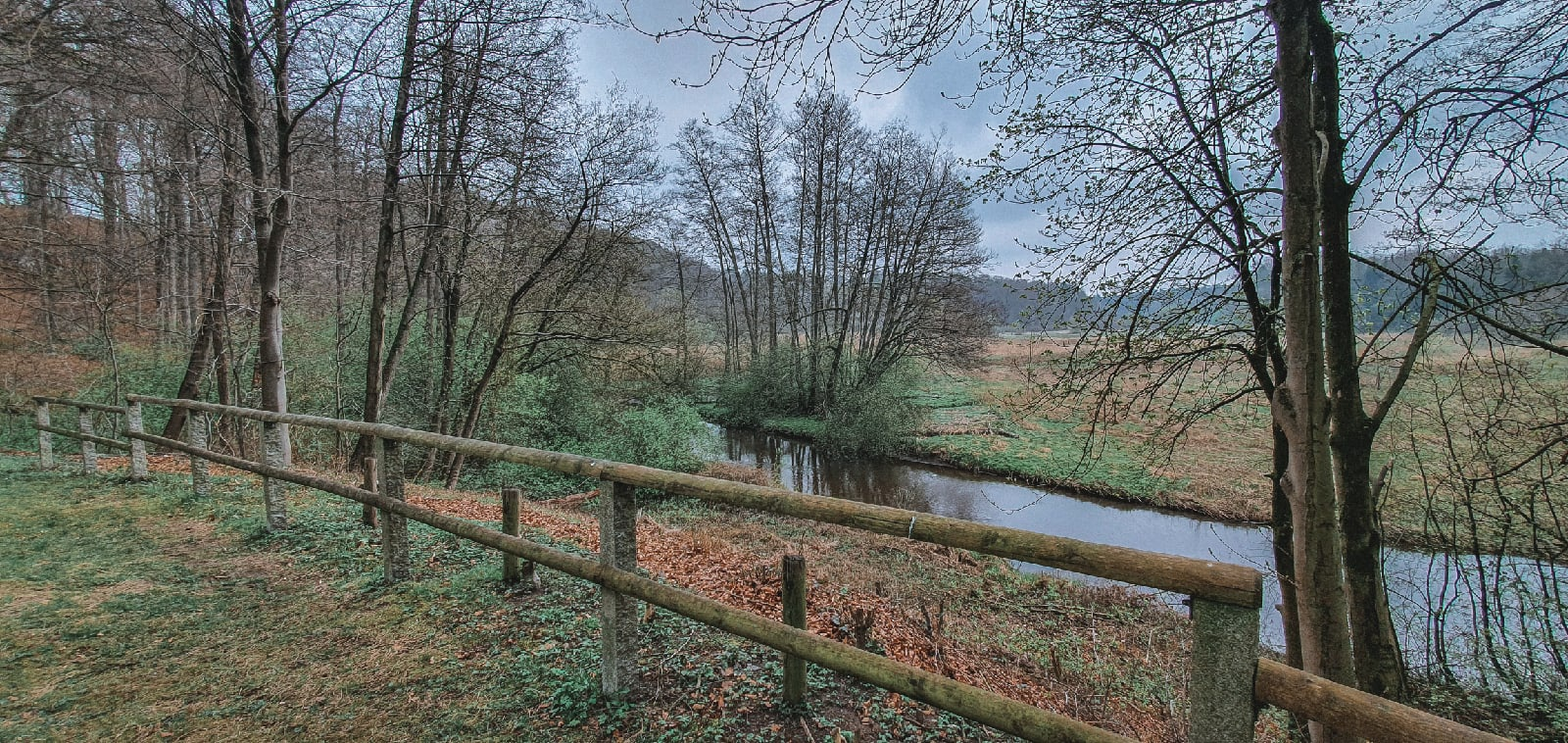
Parkgebiet in der Nähe des Ortszentrums

In Bad Fallingbostel befindet sich das Museum der Archäologischen Arbeitsgemeinschaft e. V. Im Megalithpark Osterberg sind Findlinge ausgestellt, die Eismassen während der Eiszeiten aus Skandinavien in das Gebiet um Bad Fallingbostel schoben.
Weitere archäologische Sehenswürdigkeiten sind die Sieben Steinhäuser, bei denen es sich um fünf etwa 5000 Jahre alte Großsteingräber handelt. Sie befinden sich auf dem Truppenübungsplatz Bergen (nahe Ostenholz) und wurden von Karl Hermann Jacob-Friesen ausgegraben. Des Weiteren gibt es eine bronzezeitliche Grabanlage beim Ortsteil Vierde.
Sehenswert sind ferner:
- der Kurpark mit der Bootsstation und dem Barfußpfad an der Böhme
- der Hof der Heidmark mit Rummelsburger Heimatstube als Hallenhaus im Liethwald
- die Evangelische St.-Dionysius-Kirche im Stadtzentrum
- das Denkmal für Heinrich von Quintus-Icilius an der St. Dionysius-Kirche, ein deutscher Verwaltungsjurist und Politiker.
- die Evangelische St.-Martins-Kirche in Dorfmark
- der Dorfbrunnen in Dorfmark
- das Lönsgrab von Hermann Löns im Tietlinger Wacholderhain
- das Grab von Erich von Manstein in Dorfmark
- die „Lieth“, ein naturnaher Buchenmischwald auf zum Teil mittelgebirgsähnlichen Steilhängen am Ufer der sich hier stark schlängelnden Böhme. Aus den bis zu 40 m hohen Abhängen sickern viele Quellen. Der Wanderweg nach Vierde durch die Lieth führt durch die „Wolfsschlucht“ und entlang artenreicher Wiesen. Auf einem Plateau oberhalb der Schlucht befindet sich das „Freudenthal-Denkmal“ zu Ehren der Dichter Friedrich Freudenthal und August Freudenthal.
- die 1000-jährige Linde (Dorfmark-Bad Fallingbostel)

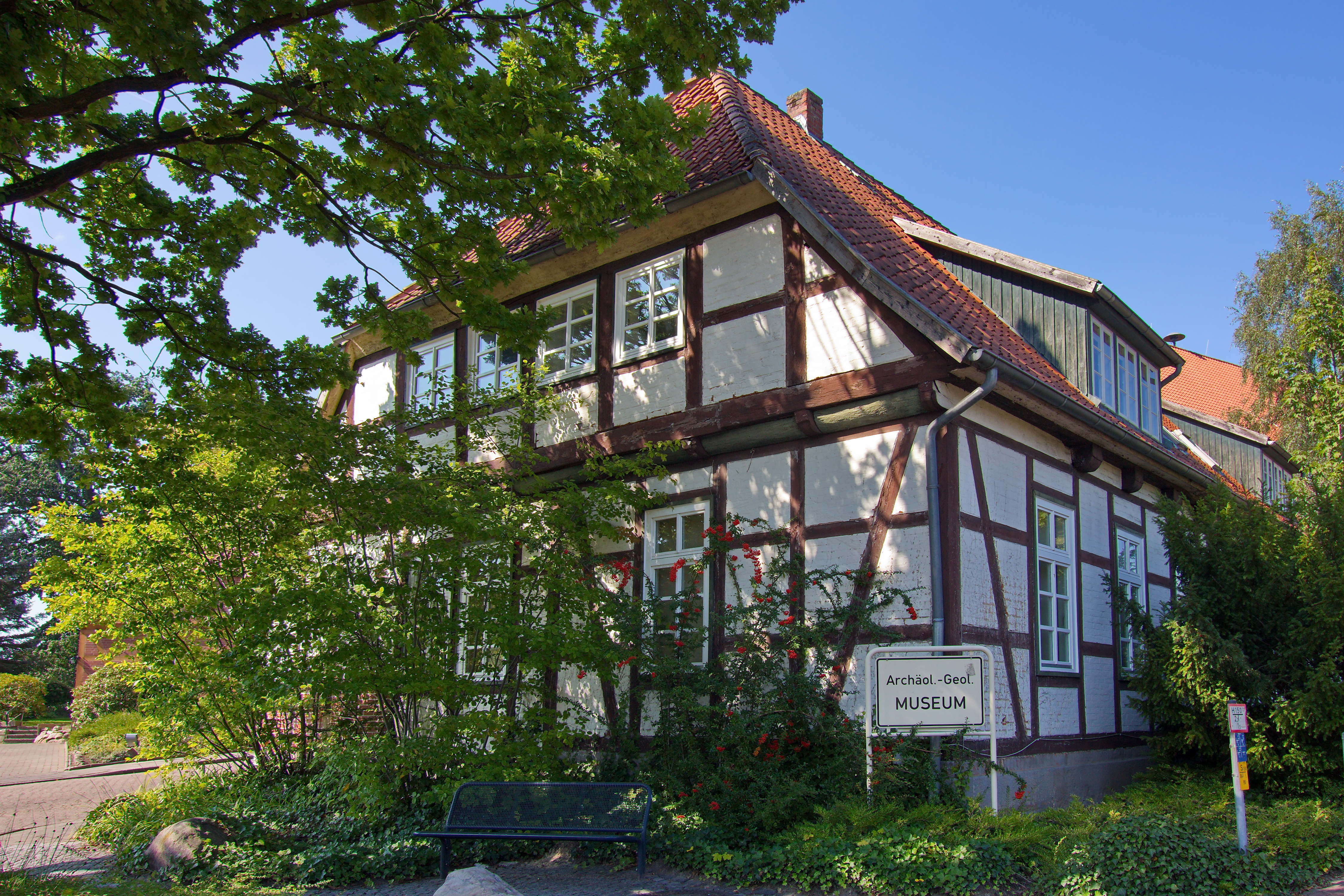
Archäologisch-geologisches Museum im ehemaligen Forsthaus
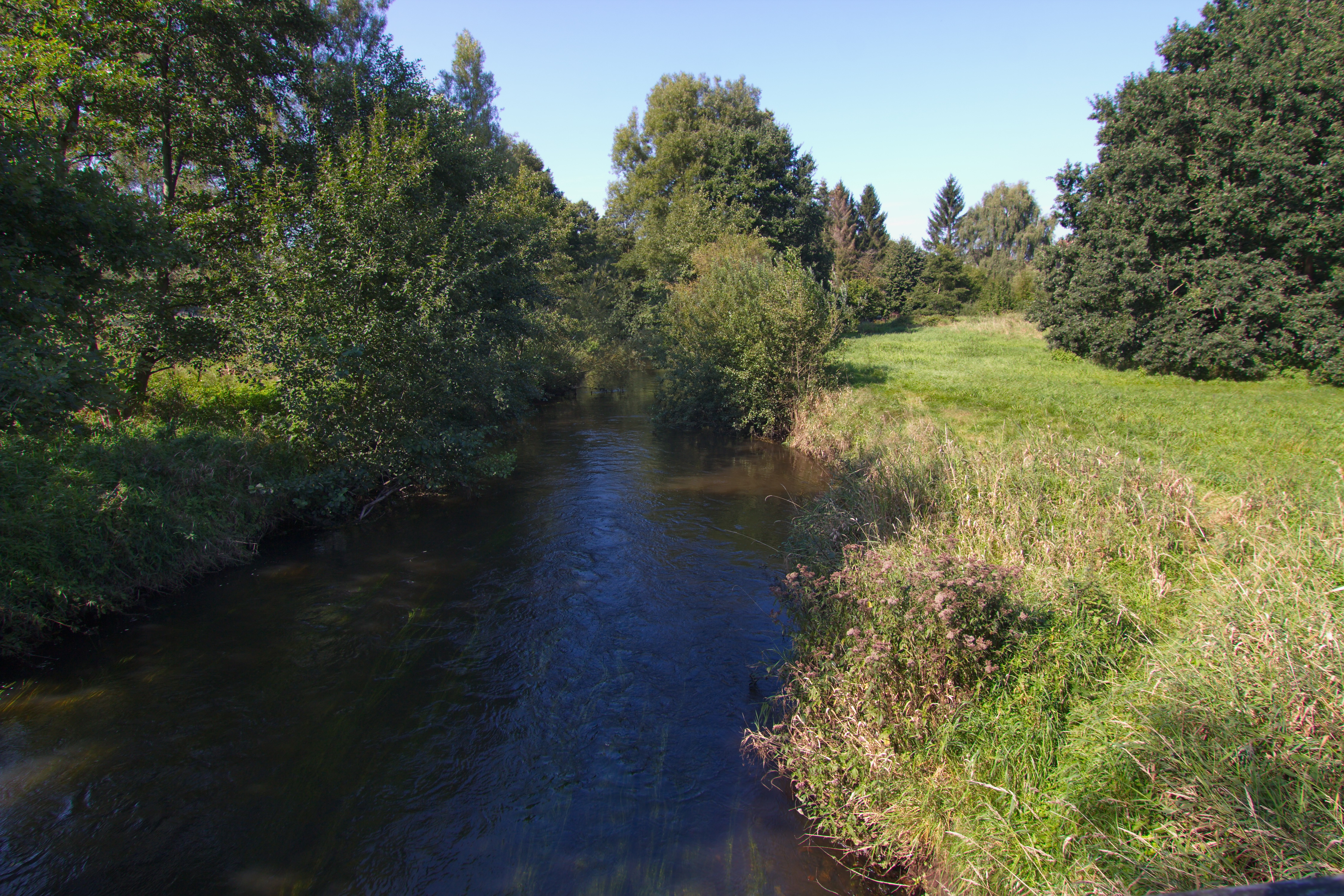
Die Böhme
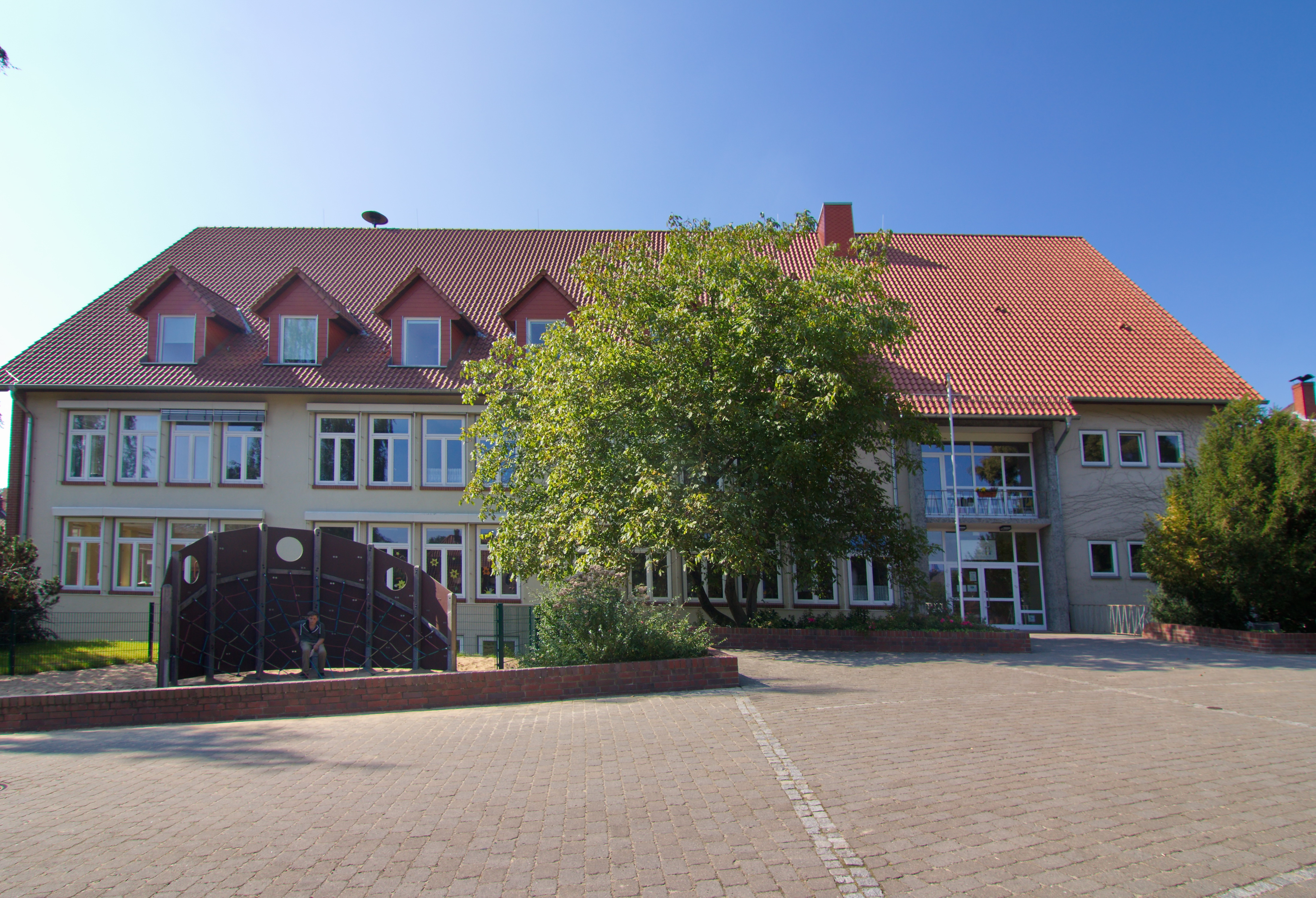
Hermann-Löns-Schule
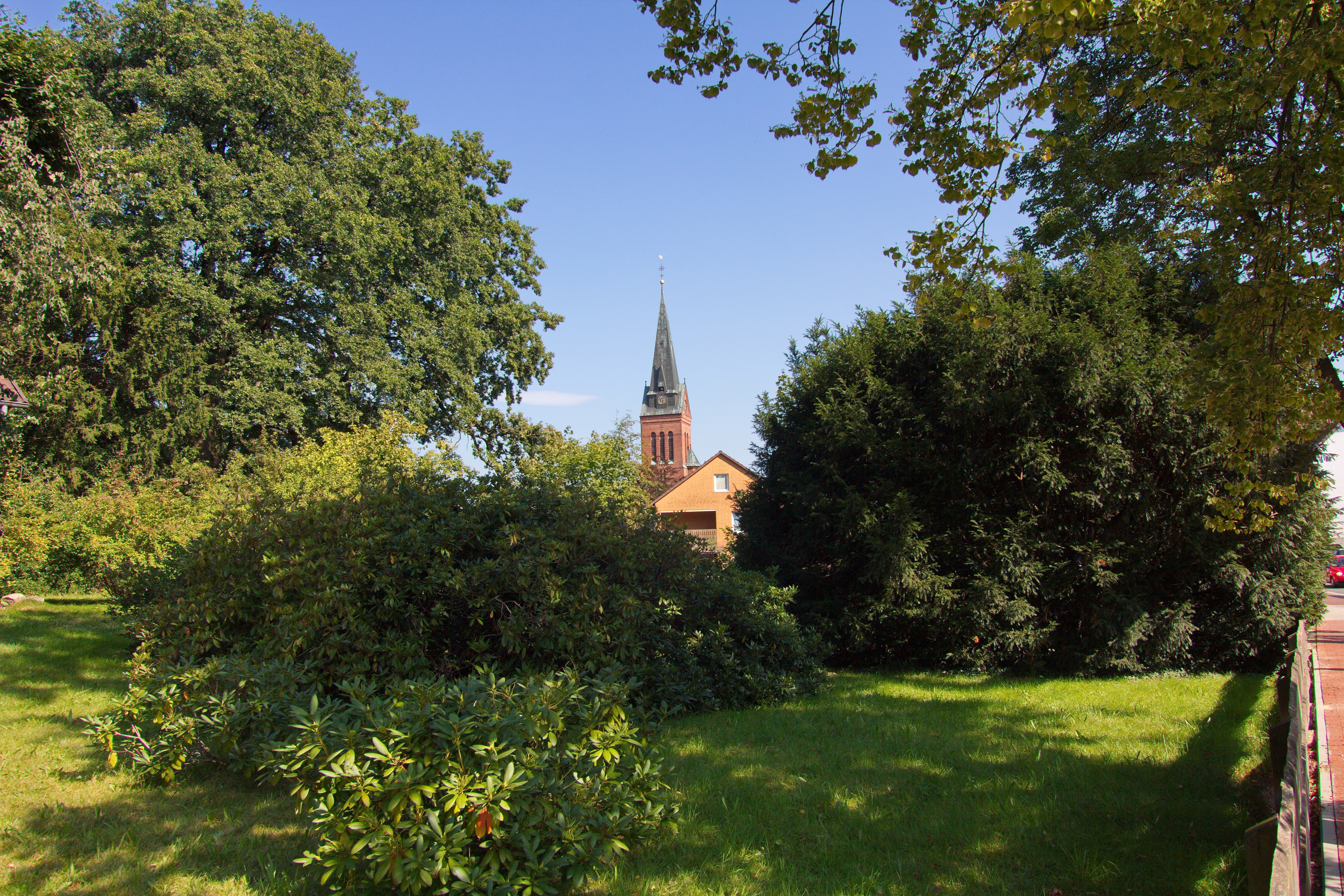
Ortsblick

### Regelmäßige Veranstaltungen
Zwischen 1997 und 2002 fanden in Fallingbostel Demoparties der Computerszene unter dem Namen Mekka & Symposium statt.

## Wirtschaft und Infrastruktur

### Unternehmen
Größte private Arbeitgeber der Stadt sind die Produktionsstätte von Mondelēz International, in der vorwiegend Molkereiprodukte produziert werden, und eine Produktionsstätte der Eckes AG. Zu Logistikzwecken wird der Standort von den Firmen Michelin und DB Schenker genutzt. Die Firma Viebrockhaus unterhält in Bad Fallingbostel mit 21 Häusern ihren größten Musterhauspark.

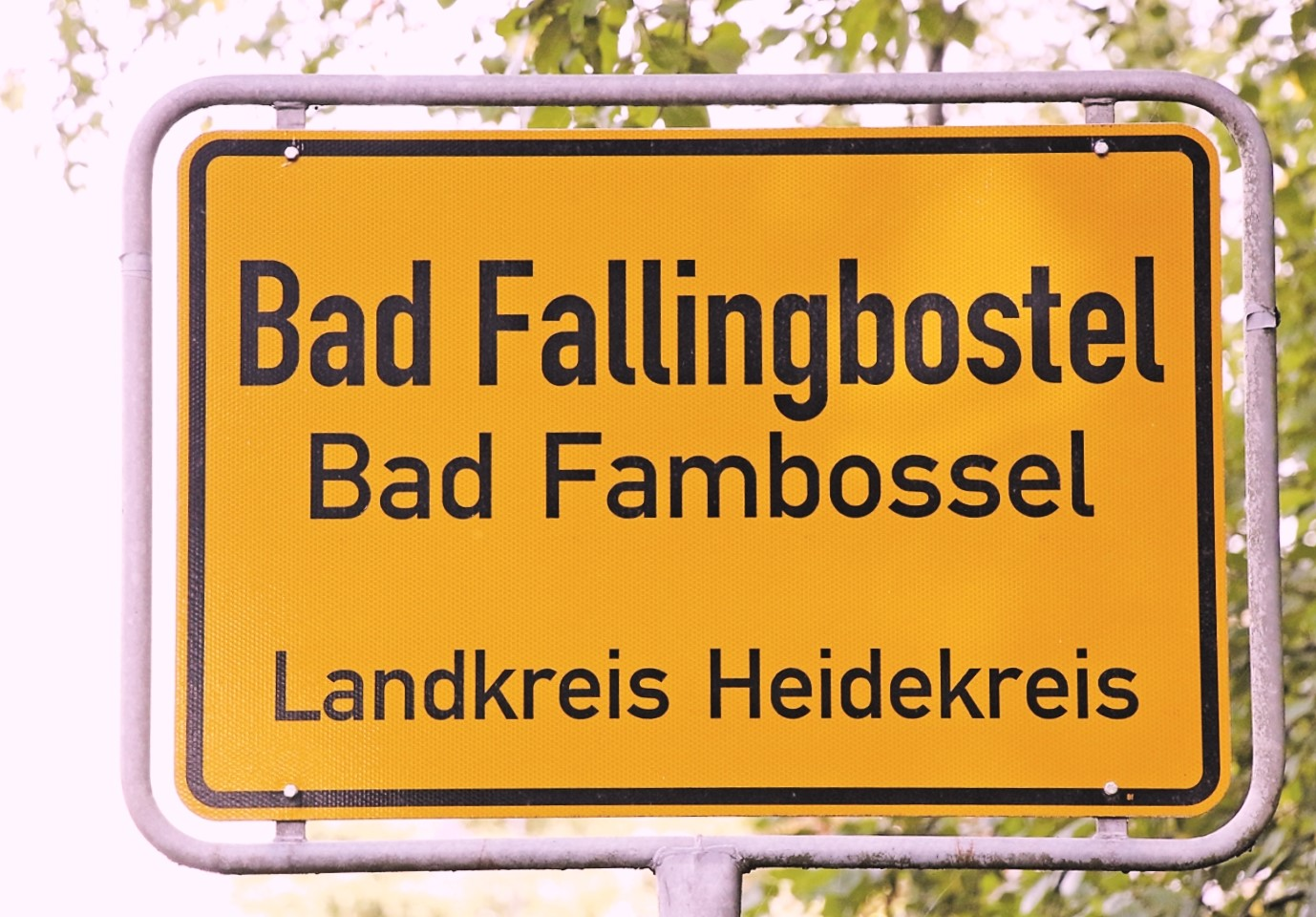
Zweisprachiges Ortseingangsschild Bad Fallingbostel

### Verkehr
Bad Fallingbostel hat zwei Bahnhöfe (Bad Fallingbostel und Dorfmark) an der Heidebahn von Hannover nach Soltau. 1896 erreichte der erste Personenzug Fallingbostel.
Bad Fallingbostel liegt an der Bundesautobahn A 7 zwischen dem Dreieck Walsrode und dem Maschener Kreuz. Autobahnabfahrten bestehen sowohl in Bad Fallingbostel als auch im Ortsteil Dorfmark. Die Bundesstraße 209 führt im Stadtgebiet auf die Bundesautobahn 7, die Bundesstraße 440 im Ortsteil Dorfmark. Durch die Stadt verläuft die Landesstraße L 163.
Der Busverkehr unterliegt dem Tarif der Verkehrsgemeinschaft Heidekreis. Seit 2019 wurde auf Initiative von Fallingbosteler Bürgern in der Stadt ein Bürgerbus eingerichtet, der mit Kleinbussen betrieben wird.

### Hilfsorganisationen
- Freiwillige Feuerwehr Bad Fallingbostel
- Freiwillige Feuerwehr Dorfmark
- Freiwillige Feuerwehr Riepe
- Deutsches Rotes Kreuz Ortsverein Bad Fallingbostel
- Deutsche Lebens-Rettungs-Gesellschaft Ortsgruppe Fallingbostel

## Persönlichkeiten

Friedrich und August Freudenthal

### Söhne und Töchter der Stadt
- Friedrich Schmidt (1804–1869), deutscher Politiker, Mitglied der Frankfurter Nationalversammlung
- Friedrich Freudenthal (1849–1929), Heimatdichter
- August Freudenthal (1851–1898), Heimatdichter
- Kurt Heinrichs (1894–1971), Verwaltungsbeamter, Regierungspräsident des Regierungsbezirks Aurich
- Helmut Schlüter (1925–1967), Gewerkschafter und Politiker (SPD), MdB
- Helga Jansen (1950–2010), Sozialwirtin und Politikerin (SPD), Mitglied der Bremischen Bürgerschaft
- Christoph Künkel (* 1958), lutherischer Theologe, Oberkirchenrat der Evangelisch-lutherischen Landeskirche Hannovers, Vorstandssprecher des Diakonischen Werkes evangelischer Kirchen in Niedersachsen

### Persönlichkeiten, die im Ort gewirkt haben
- Rudolf Bäumer (1870–1964), Landschafts- und Heidemaler
- Friedrich (Fritz) Gansberg (1871–1950), deutscher Schriftsteller, Volksschullehrer und Reformpädagoge
- Erich von Manstein (1887–1973), Generalfeldmarschall; in Dorfmark bei Fallingbostel beigesetzt
- Heinrich von Quintus-Icilius (1798–1861), Verwaltungsjurist; ihm wurde in Fallingbostel ein Standbild errichtet
- Walther Schultz (1900–1957), Landesbischof der Evangelisch-Lutherischen Landeskirche Mecklenburgs in Schwerin während der Nationalsozialistischen Zeit und von 1950 bis 1952 Pastor in Bad Fallingbostel
- Hans Stuhlmacher (1892–1962), Pädagoge, Wehrmachtsoffizier und Heimatforscher; nach ihm wurde in Bad Fallingbostel die Hans-Stuhlmacher-Straße benannt

## Trivia
Im 1953 erschienenen Roman Aus dem Leben eines Fauns von Arno Schmidt arbeitet die Hauptfigur in der Zeit des Nationalsozialismus als Verwaltungsbeamter in der Kreisstadt Fallingbostel.